# John Christian Ruid
John Christian Ruid, dit J. C. Ruid, (né le 31 décembre 1974 à Ballston Spa, New York, États-Unis) est un joueur professionnel américain de hockey sur glace.

## Carrière
Il commence sa carrière en 1993 à l'Université du Vermont en NCAA où il va évoluer pendant 4 saisons. Lors de la saison 1994-1995, il termine neuvième buteur de la ligue en jouant notamment aux côtés de Martin Saint-Louis et Éric Perrin. Il passe ensuite trois saisons en ECHL. En 2002, il termine cinquième pointeur (sixième buteur et sixième passeur) de la saison régulière de UHL. Il est élu dans la seconde équipe de la ligue. En 2004, il termine dixième passeur de cette ligue. Au cours de son parcours en Amérique du Nord, il joue en Ligue américaine de hockey et en ECHL. En 2005, il tente une expérience en Europe. Il joue quelques matchs en Erste Bank Eishockey Liga mais ne convainc pas et part au Danemark. En 2006, il retourne en UHL aux Komets de Fort Wayne avec qui il termine deuxième pointeur de la ligue en saison régulière. Ses performances lui permettent d'être élu dans l'équipe de l'année. En 2007, il choisit de rejoindre les Diables Rouges de Briançon par l'intermédiaire de son ancien coéquipier Jean-François Dufour. Il est vite pris en grippe par une partie du public briançonnais qui lui reproche sa lenteur et sa nonchalance. Malgré tout, l'entraîneur de l'équipe Luciano Basile lui accorde toute sa confiance en le maintenant en première ligne avec Dufour et Edo Terglav et cela en dépit de la concurrence du slovène Mitja Šivic. Basile estime que « Ruid jouerait en Ligue nationale de hockey s'il était rapide » et compare le style de jeu de son buteur au footballeur David Trezeguet. Mais en fin de saison 2008, les performances décevantes de Ruid oblige l'entraîneur italo-québécois à rétrograder en quatrième ligne. Šivic prend sa place. Briançon termine second de la Ligue Magnus et s'incline en finale de la Coupe de la Ligue au cours de laquelle Ruid marque un but. Il arrête sa carrière à la fin de cette saison en France.

## Statistiques
Pour les significations des abréviations, voir Statistiques du hockey sur glace.
| Saison    | Équipe                            | Ligue          |    | Saison régulière | Saison régulière | Saison régulière | Saison régulière | Saison régulière |    | Séries éliminatoires | Séries éliminatoires | Séries éliminatoires | Séries éliminatoires | Séries éliminatoires |
| Saison    | Équipe                            | Ligue          | PJ | B                | A                | Pts              | Pun              | PJ               | B  | A                    | Pts                  | Pun                  |                      |                      |
| 1993-1994 | Catamounts du Vermont             | NCAA           | 19 | 0                | 3                | 3                | 18               |                  |    |                      |                      |                      |                      |                      |
| 1994-1995 | Catamounts du Vermont             | NCAA           | 24 | 13               | 14               | 27               | 60               |                  |    |                      |                      |                      |                      |                      |
| 1995-1996 | Catamounts du Vermont             | NCAA           | 37 | 29               | 26               | 55               | 91               |                  |    |                      |                      |                      |                      |                      |
| 1996-1997 | Catamounts du Vermont             | NCAA           | 36 | 8                | 23               | 31               | 62               |                  |    |                      |                      |                      |                      |                      |
| 1997-1998 | Kingfish de Bâton-Rouge           | ECHL           | 24 | 4                | 8                | 12               | 14               |                  |    |                      |                      |                      |                      |                      |
| 1997-1998 | Express de Roanoke                | ECHL           | 41 | 9                | 15               | 24               | 16               | 9                | 2  | 1                    | 3                    | 2                    |                      |                      |
| 1998-1999 | Express de Roanoke                | ECHL           | 39 | 6                | 18               | 24               | 38               |                  |    |                      |                      |                      |                      |                      |
| 2000-2001 | Smoke de Asheville                | UHL            | 74 | 34               | 41               | 75               | 101              | 11               | 11 | 5                    | 16                   | 13                   |                      |                      |
| 2001-2002 | Smoke de Asheville                | UHL            | 30 | 25               | 31               | 56               | 53               |                  |    |                      |                      |                      |                      |                      |
| 2001-2002 | Nailers de Wheeling               | ECHL           | 28 | 17               | 15               | 32               | 18               |                  |    |                      |                      |                      |                      |                      |
| 2001-2002 | Griffins de Grand Rapids          | LAH            | 3  | 0                | 0                | 0                | 2                |                  |    |                      |                      |                      |                      |                      |
| 2002-2003 | IceHawks de Adirondack            | UHL            | 71 | 40               | 56               | 96               | 68               | 4                | 1  | 3                    | 4                    | 2                    |                      |                      |
| 2002-2003 | Senators de Binghamton            | LAH            | 1  | 0                | 0                | 0                | 0                |                  |    |                      |                      |                      |                      |                      |
| 2002-2003 | River Rats d'Albany               | LAH            | 6  | 2                | 0                | 2                | 2                |                  |    |                      |                      |                      |                      |                      |
| 2003-2004 | Nailers de Wheeling               | ECHL           | 48 | 20               | 39               | 59               | 62               | 5                | 0  | 3                    | 3                    | 16                   |                      |                      |
| 2003-2004 | Penguins de Wilkes-Barre/Scranton | LAH            | 18 | 2                | 2                | 4                | 6                |                  |    |                      |                      |                      |                      |                      |
| 2004-2005 | IceHogs de Rockford               | UHL            | 63 | 36               | 31               | 67               | 101              | 12               | 9  | 5                    | 14                   | 8                    |                      |                      |
| 2005-2006 | Graz 99ers                        | EBEL           | 4  | 1                | 0                | 1                | 4                |                  |    |                      |                      |                      |                      |                      |
| 2005-2006 | AaB Ishockey                      | AL-Bank ligaen | 20 | 4                | 11               | 15               | 24               | 17               | 6  | 2                    | 8                    | 4                    |                      |                      |
| 2006-2007 | Komets de Fort Wayne              | UHL            | 75 | 43               | 51               | 94               | 79               | 10               | 3  | 5                    | 8                    | 18                   |                      |                      |
| 2007-2008 | Briançon                          | Ligue Magnus   | 24 | 15               | 21               | 36               | 72               | 9                | 2  | 4                    | 6                    | 10                   |                      |                      |
| 2007-2008 | Briançon                          | CdF            | 3  | 1                | 0                | 1                | 2                |                  |    |                      |                      |                      |                      |                      |
| 2007-2008 | Briançon                          | CdlL           | 7  | 7                | 5                | 12               | 14               |                  |    |                      |                      |                      |                      |                      |

## Évolution en Ligue Magnus
- Premier match : le 11 septembre 2007 à Villard-de-Lans.
- Premier point : le 11 septembre 2007 à Villard-de-Lans.
- Premier but : le 22 septembre 2007 à Tours.
- Plus grand nombre de points en un match : 4, le 17 novembre 2007 à Strasbourg.
- Plus grand nombre de buts en un match : 2, le 26 janvier 2008 à Amiens.
- Plus grand nombre d'assistances en un match : 3, le 17 novembre 2007 à Strasbourg.